# اشتفن وزمان
اشتفن وزمان (آلمانی: Steffen Wesemann؛ زادهٔ ۱۱ مارس ۱۹۷۱) دوچرخه‌سوار سابق اهل آلمان-سوئیس است.
او در رقابت انفرادی جاده دوچرخه‌سواری در بازی‌های المپیک تابستانی ۱۹۹۲ شرکت کرده‌است در جایگاه ۳۰ قرار گرفته‌است.